# The Alphabet of Manliness
The Alphabet of Manliness (engl. „Das A–Z der Männlichkeit“, erschienen am 1. Juni 2006 bei Kensington Books) ist ein satirisches Buch von George „Maddox“ Ouzounian, das überzogen und ironisch das Thema Männlichkeit in seinen verschiedenen Ausprägungen behandelt. Der Autor beschreibt es gerne als: „A book so manly that it's sentences don't even have periods and needs to be shaved“ (deutsch „Ein Buch so männlich, dass seine Sätze noch nicht mal Punkte/Perioden haben und es rasiert werden muss“). Das Buch ist auf den Bestseller-Listen der New York Times (wo es den zweiten Platz erreichte) und der von Amazon.com vertreten.

## Inhalt
Das Buch ist ähnlich einem Lexikon alphabetisch aufgebaut, wobei jeder Buchstabe einen Aspekt der Männlichkeit behandelt, von denen keiner ernst genommen werden sollte. So steht der Buchstabe "N" z. B. für den Schauspieler Chuck Norris und im zugehörigen Abschnitt wird u. a. dessen Haus, ein glühender Vulkan, beschrieben, was das Selbstverständnis des Actionstars ironisch porträtiert. Andere Abschnitte umfassen humoristische Texte zu männlicher Toiletten-Etikette und dem Verhalten beim Autofahren. Der Humor ist wie bei Ouzounian üblich drastisch und kontrovers.

## Kapitel
Die einzelnen Kapitel sind:
- A: Asskicking          (Arsch aufreißen)
- B: Boner               (Erektion)
- C: Copping a feel      (Grabschen)
- D: Taking a Dump       (Einen Haufen machen)
- E: Enlightenment       (Erleuchtung)
- F: Female Wrestling    (Frauen Wrestling)
- G: Gas                 (Gas/Furzen)
- H: Hot Sauce           (Scharfe Sauce)
- I: Irate               (Zorn)
- J: Jerky, Beef         (Beef Jerky, ein Snack aus getrocknetem Muskelfleisch)
- K: Knockers            (Brüste)
- L: Lumberjacks         (Holzfäller)
- M: Metal               (Heavy Metal)
- N: Norris, Chuck       (Chuck Norris, ein Schauspieler)
- O: Obedience           (Hörigkeit)
- P: Pirates             (Piraten)
- Q: Quickie             (Quickie)
- R: Road Rage           (Strassenrüppelei)
- S: Sneaking a Peak     (Einen Blick erhaschen)
- T: Taunting            (Ärgern)
- U: Urinal Etiquette    (WC-Etiquette)
- V: Violence            (Gewalt)
- W: Winner              (Sieger)
- X: XXX                 (Pornographie)
- Y: Yelling             (Anbrüllen)
- Z: Zombie              (Bürokaufmann, es werden verschiedene Typen von Mitarbeitern beschrieben, die sich wie Zombies verhalten)

The Alphabet of Manliness ist in englischer Sprache verfasst. Die deutsche Übersetzung erschien 2007 unter dem Titel Das Alphabet des echten Mannes (übersetzt von Conny Lösch).